# Буддийская архитектура Кореи

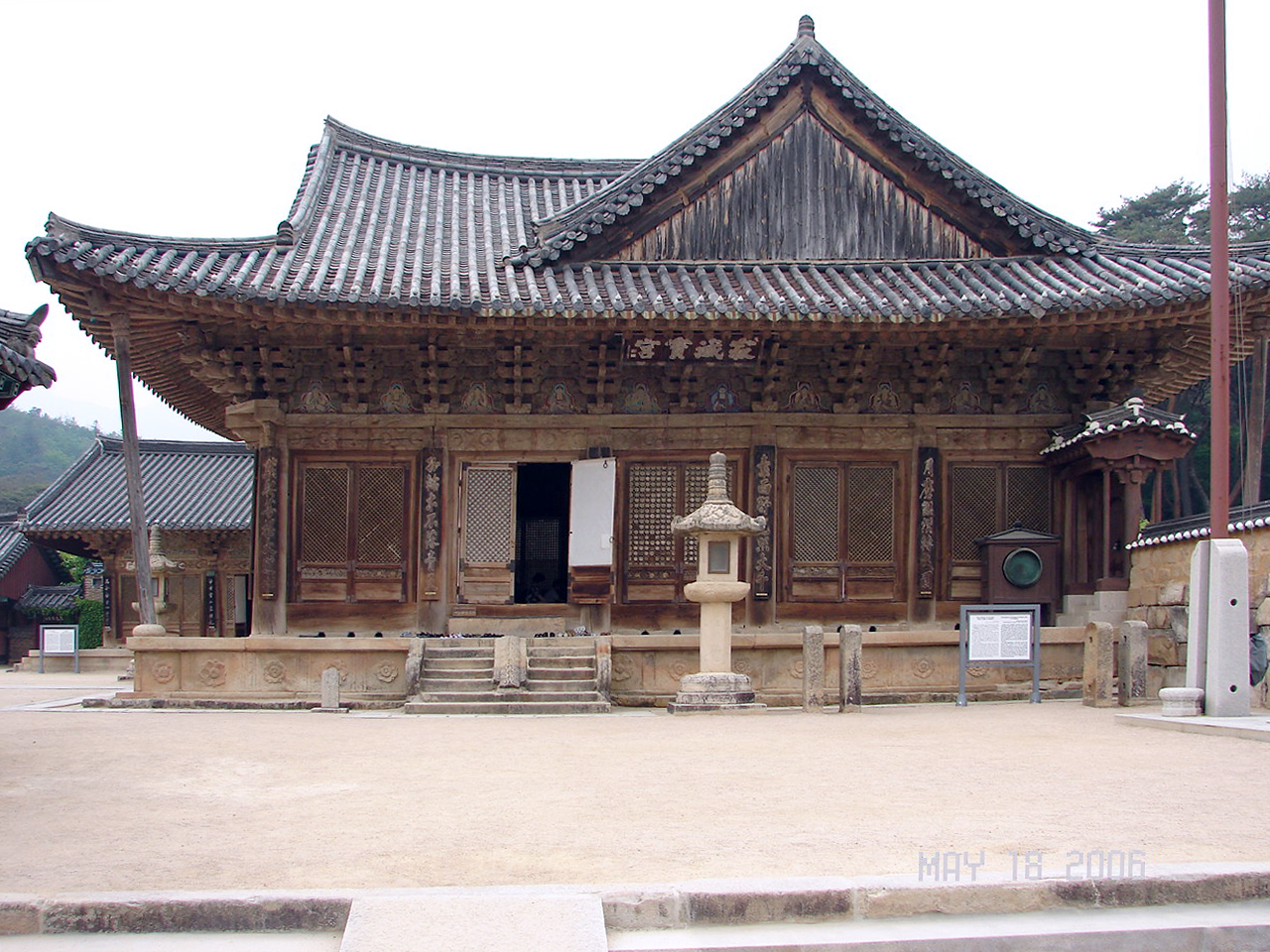
Тхондоса

Буддийская архитектура Кореи имеет давнюю историю и связана по происхождению строительной культурой Китая. 
Буддизм проникает в Корею в VI веке. Храмы в корейской традиции обозначаются как "са" (ханча: 寺). Они  располагались на огороженной территории, куда можно было попасть через ворота (мун: 문). Их много и они выполняют символическую функцию перехода из одного состояния в другое: Ворота Одной Опоры (Ильчхульмун), Ворота Четырех Хранителей (Чхонванмун). Нередко при воротах возводились статуи корейских драконов, выполняющих роль локапал. Третий вид ворот — Пулимун ("ворота освобождения или нирваны")  
Во дворе располагалась пагода с статуями Будды или боддхисатв (например, Кваным). Часто они представляли собой многоярусную ротонду с каменными зонтами («богэ»). Рядом с ними находились залы-павильоны: Зал Великого просветления (Тэунджон: кор. 대웅전) и Зал молчания (Мусольджон).
Для регуляции культовой жизни при храме располагалась беседка с колоколом или гонгом. К жилым помещениям храма относятся общежитие, кухня, трапезная и кладовка.
Ландшафтный дизайн буддийских построек Корее дополняют клены, красную листву которых созерцают осенью в период танпхун. 